# Lepidiota stigma
Lepidiota stigma är en skalbaggsart som beskrevs av Fabricius 1798. Lepidiota stigma ingår i släktet Lepidiota och familjen Melolonthidae. Inga underarter finns listade i Catalogue of Life.